# Hamburg-Fuhlsbüttel

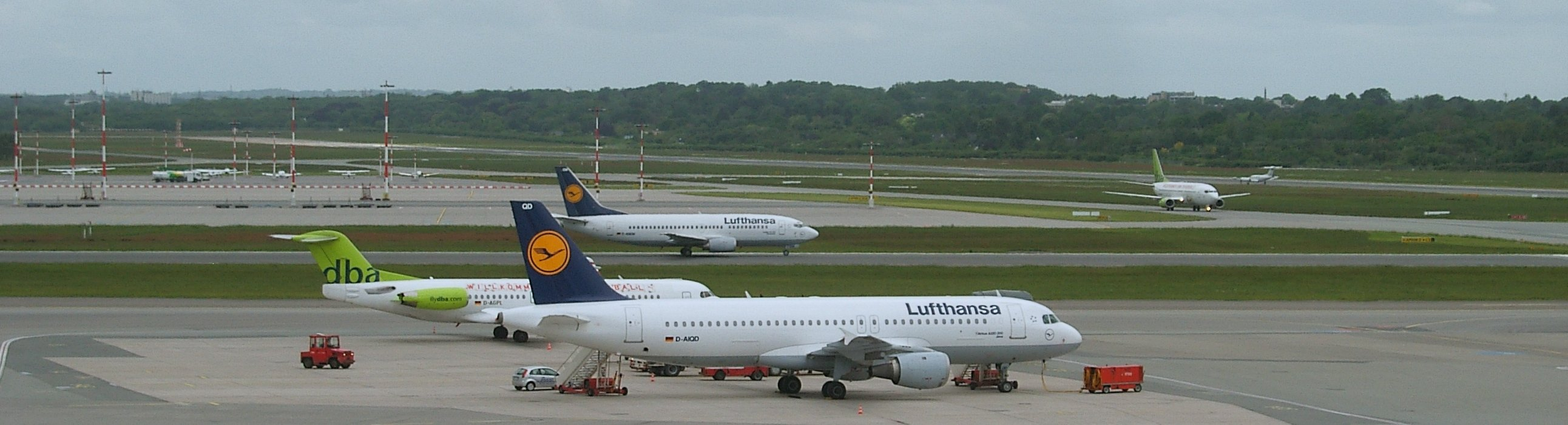
Der Flughafen Hamburg nimmt den größten Teil des Fuhlsbütteler Gebiets ein

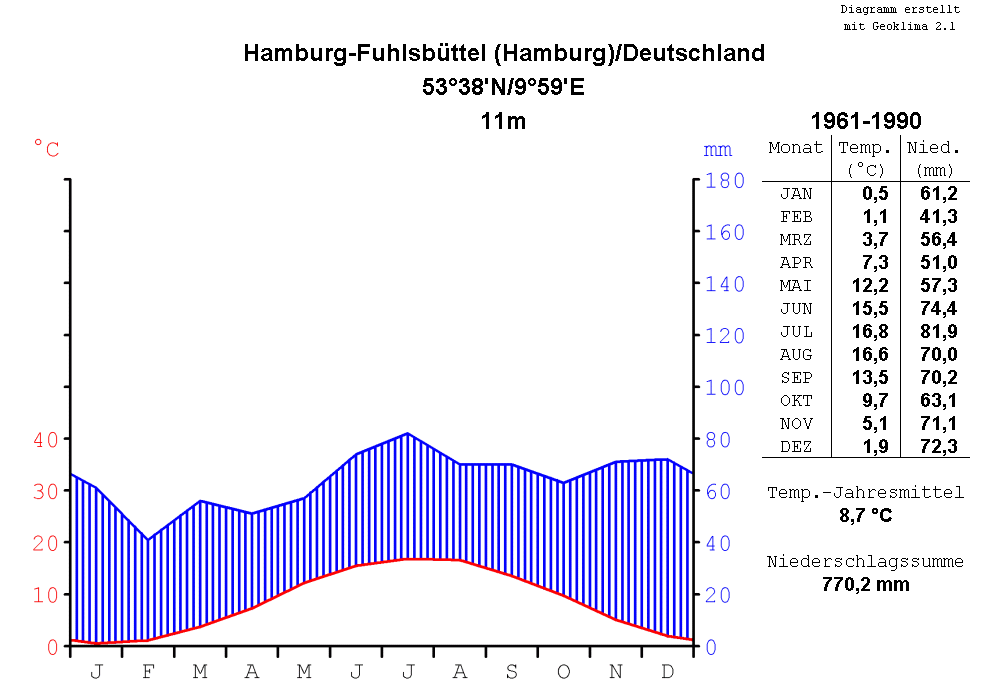
Klimadiagramm von Hamburg-Fuhlsbüttel

Fuhlsbüttel ist ein Stadtteil im Bezirk Hamburg-Nord der Freien und Hansestadt Hamburg.

## Geografie

### Ehemaliger Ortsamtsbereich
Der Ortsamtsbereich Fuhlsbüttel bestand aus den Stadtteilen Fuhlsbüttel, Langenhorn und Ohlsdorf. Das Ortsamt hatte seinen Sitz in Fuhlsbüttel. Klein Borstel und der südliche Teil Fuhlsbüttels gehören heute verwaltungsmäßig zu Ohlsdorf.
Im Ortsamtsgebiet lagen
- das Naturschutzgebiet Raakmoor
- die Asklepios Klinik Nord, ein Zusammenschluss der Krankenhäuser Ochsenzoll und Heidberg
- der Hauptfriedhof Ohlsdorf, größter Parkfriedhof Europas
- der Flughafen Hamburg
- die Justizvollzugsanstalt Fuhlsbüttel, umgangssprachlich „Santa Fu“. Verwaltungstechnisch gehört die Justizvollzugsanstalt zu Ohlsdorf.
- Wohn- und Gewerbegebiete für über 60.000 Einwohner.

Die Grenzen des Ortsamtsbereichs waren im Norden die Straße „Am Ochsenzoll“, früher „Grenzweg“ (zu Norderstedt), im Westen die Tarpenbek (zu Norderstedt) und der Flughafen (zu Niendorf und Groß Borstel), im Süden die Sengelmannstraße (zu Alsterdorf und Barmbek), im Osten der Ohlsdorfer Friedhof (zu Bramfeld) und der Raakmoorgraben (zu Hummelsbüttel).
Teile des ehemaligen Ortsamtsgebietes, z. B. Langenhorn, befinden sich seit über 800 Jahren in Hamburger Besitz. Früher gehörten sie zur Landherrenschaft der Geestlande. Bis zum Jahr 1975 verfügte der Ortsamtsbereich auch über das eigene Standesamt Hamburg-Fuhlsbüttel, welches später mit dem Standesamt Hamburg-Nord zusammengelegt wurde.

### Stadtteil

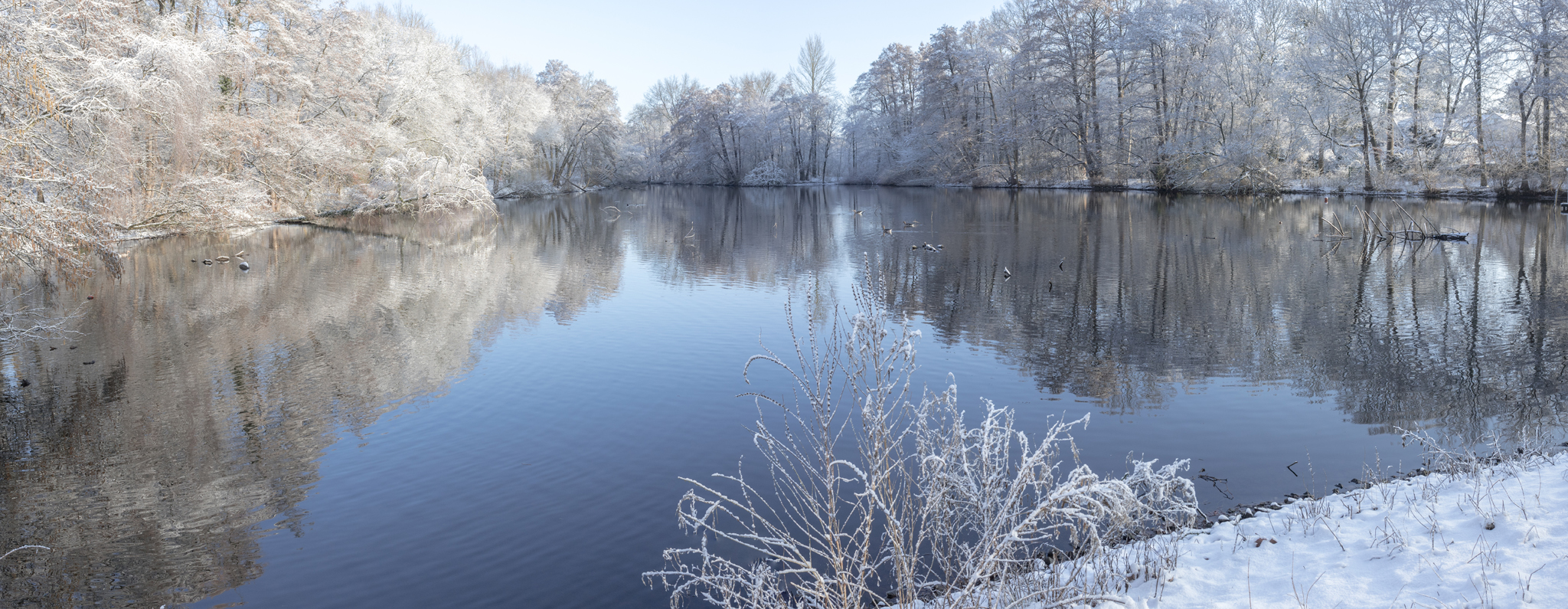
Blick vom Alsterwanderweg auf den winterlichen Mühlenteich

Fuhlsbüttel wird bestimmt vom Lauf der Alster, deren Tal im Osten an der Grenze zu Ohlsdorf liegt; somit verläuft auch der Alsterwanderweg durch den Stadtteil. Der umliegende Grüngürtel stellt heute ein wichtiges Naherholungsgebiet dar. Ein Teil des Fuhlsbüttler Mühlenteichs, ein kleineres Staubecken des Flusses, gehört zum Gebiet Fuhlsbüttels. Das eigentliche Zentrum Fuhlsbüttels hat sich unweit davon um die Straße Erdkampsweg gebildet.
Das Gebiet des Stadtteils Fuhlsbüttel wird zu etwa zwei Dritteln vom Flughafen eingenommen. Dieser hat im Norden eine kurze Grenze mit Norderstedt. Im Westen grenzt er an Niendorf. Im Süden Fuhlsbüttels liegen Groß Borstel, Alsterdorf und Ohlsdorf. Im Osten ist Hummelsbüttel gelegen, im Norden Langenhorn.

## Geschichte
Unter dem Namen Fulesbotle wurde das Dorf 1283 erstmals urkundlich erwähnt und gehört siedlungshistorisch zu den Büttel-Ortschaften, die auf die sächsische Bezeichnung einer „sicheren Ortschaft“ verweist. Die Vorsilbe ful- heißt „schmutzig“ oder „sumpfig“ und bezieht sich auf die Lage an dem damals noch ungeregelten Lauf der Alster, durch die die Gegend häufig überschwemmt wurde. Es wird also eine Siedlung auf sumpfigem Gelände benannt.
Die Urkunde von 1283 erwähnt den Verkauf der Güter Fulesbotle, einschließlich des Dorfs und einer Mühle, durch den Grafen Gerhard an das Kloster Reinfeld. Bereits ein Jahr später gingen Dorf und Mühle in das Eigentum der Söhne des Pächters Johann vom Berge über. Um 1420 kamen die Belegenheiten in Hamburger Besitz und gehörten fortan zur Landherrenschaft Hamm und Horn; die Mühle hieß um diese Zeit Ratsmühle. Während der Belagerung Hamburgs (1641–1643) und der Belagerung Hamburgs (1679) befanden sich in Fuhlsbüttel die Heerlager der dänischen Könige Christian IV. und Christian V.
1913 wurde Fuhlsbüttel zum Hamburger Stadtteil.

## Bevölkerung
Die Fuhlsbüttler Bevölkerung setzt sich folgendermaßen zusammen (Daten des Statistikamts Nord, Stand 2023):
- Gesamtbevölkerung: 13.808
- Minderjährigenquote: 17,3 %, liegt leicht über dem Hamburger Durchschnitt von 16,8 %.
- Anteil der Haushalte mit Kindern: 16,6 %, liegt leicht unter dem Hamburger Durchschnitt von 17,8 %.
- Altenquote (65-Jährige und Ältere): 18,1 %, liegt leicht über dem Hamburger Durchschnitt von 17,8 %.
- Ausländeranteil: 21,6 %, liegt leicht über dem Hamburger Durchschnitt von 20,7 %.
- Anteil von Leistungsempfängern nach SGBII (Bürgergeld): 10,9 %, liegt leicht über dem Hamburger Durchschnitt von 10,0 %.
- Arbeitslosenquote: 6,4 %, liegt leicht über dem Hamburger Durchschnitt von 6,2 %.

Die durchschnittlichen Einkünfte pro Steuerpflichtigen betrugen in Fuhlsbüttel im Jahre 2023 etwa 45.760 Euro und lagen damit unter dem Hamburger Durchschnitt (48.035 Euro).

## Politik
Für die Wahl zur Hamburgischen Bürgerschaft gehört Fuhlsbüttel zum Wahlkreis Fuhlsbüttel – Alsterdorf – Langenhorn. Bei den Wahlen zur Bezirksversammlung gehört der Stadtteil zum Wahlkreis Groß Borstel / Alsterdorf / Ohlsdorf / Fuhlsbüttel. Bei Bundestagswahlen zählt Fuhlsbüttel zum Bundestagswahlkreis Hamburg-Nord.
Bei den Bürgerschaftswahlen 2025, 2020, 2015, 2011, 2008, 2004, 2001, 1997, 1993, 1991 und 1987 kam es zu folgenden Ergebnissen:
| Wahljahr | SPD    | CDU    | Grüne 1) | Linke 2) | AfD    | FDP    | Übrige    |
| -------- | ------ | ------ | -------- | -------- | ------ | ------ | --------- |
| 2025     | 35,8 % | 20,6 % | 19,1 %   | 08,9 %   | 06,9 % | 01,9 % | 06,8 %    |
| 2020     | 39,9 % | 09,4 % | 25,7 %   | 08,1 %   | 05,6 % | 05,1 % | 06,2 %    |
| 2015     | 49,3 % | 16,0 % | 10,8 %   | 07,2 %   | 06,1 % | 07,0 % | 03,6 %    |
| 2011     | 53,0 % | 20,4 % | 09,8 %   | 05,5 %   | –      | 07,0 % | 04,3 %    |
| 2008     | 34,1 % | 43,9 % | 09,7 %   | 05,8 %   | –      | 04,5 % | 02,0 %    |
| 2004     | 30,3 % | 49,5 % | 11,0 %   | –        | –      | 02,9 % | 06,3 %    |
| 2001     | 37,5 % | 26,3 % | 08,5 %   | 00,5 %   | –      | 05,2 % | 24,0 % 3) |
| 1997     | 35,0 % | 31,9 % | 14,8 %   | 00,2 %   | –      | 03,6 % | 14,5 %    |
| 1993     | 39,9 % | 27,4 % | 12,6 %   | –        | –      | 04,6 % | 15,5 % 4) |
| 1991     | 46,9 % | 37,3 % | 06,5 %   | –        | –      | 06,1 % | 03,1 %    |
| 1987     | 43,0 % | 43,4 % | 05,7 %   | –        | –      | 07,1 % | 00,7 %    |

## Kultur und Sehenswürdigkeiten

### Bauwerke

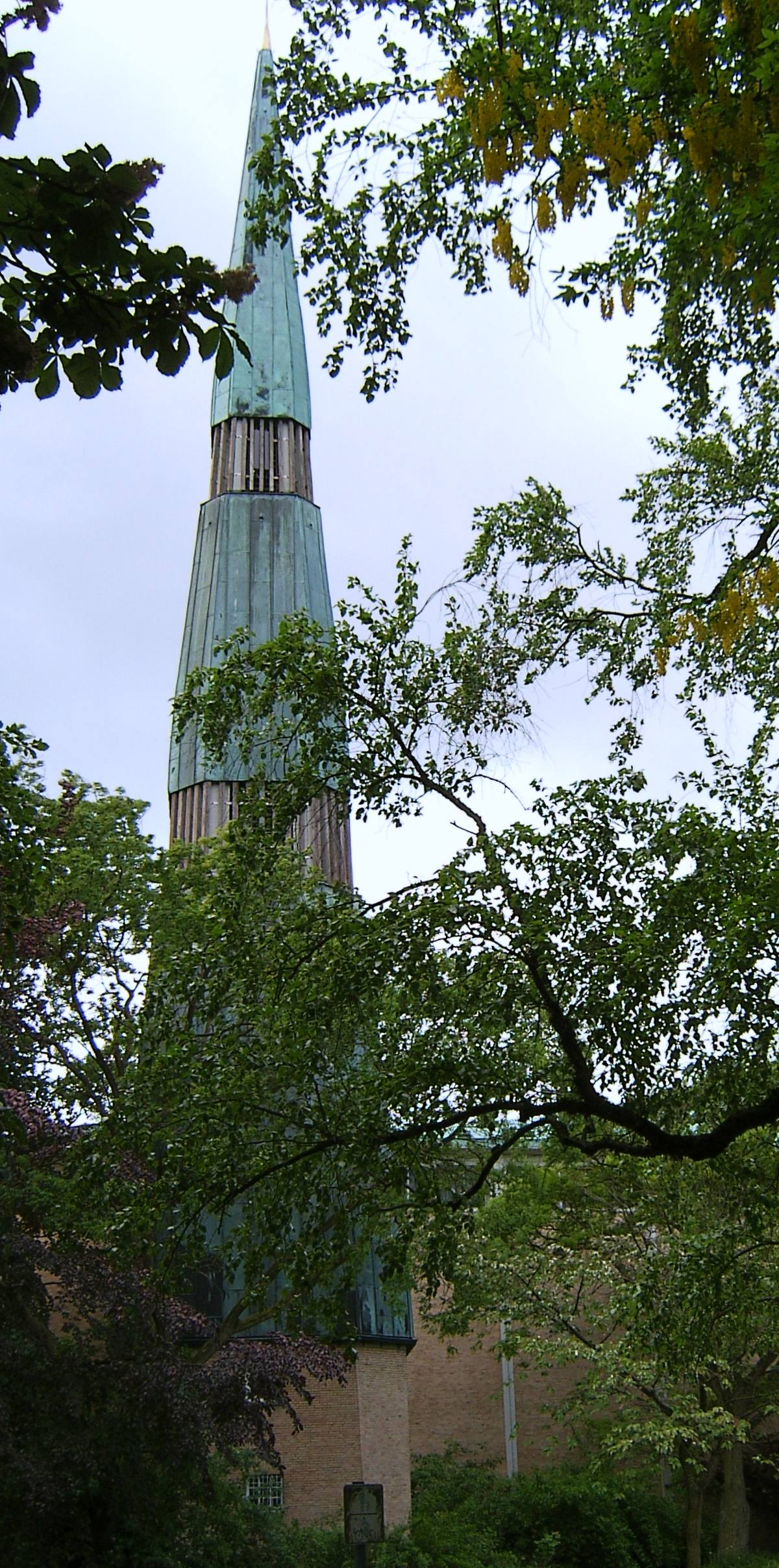
Turm St. Marien

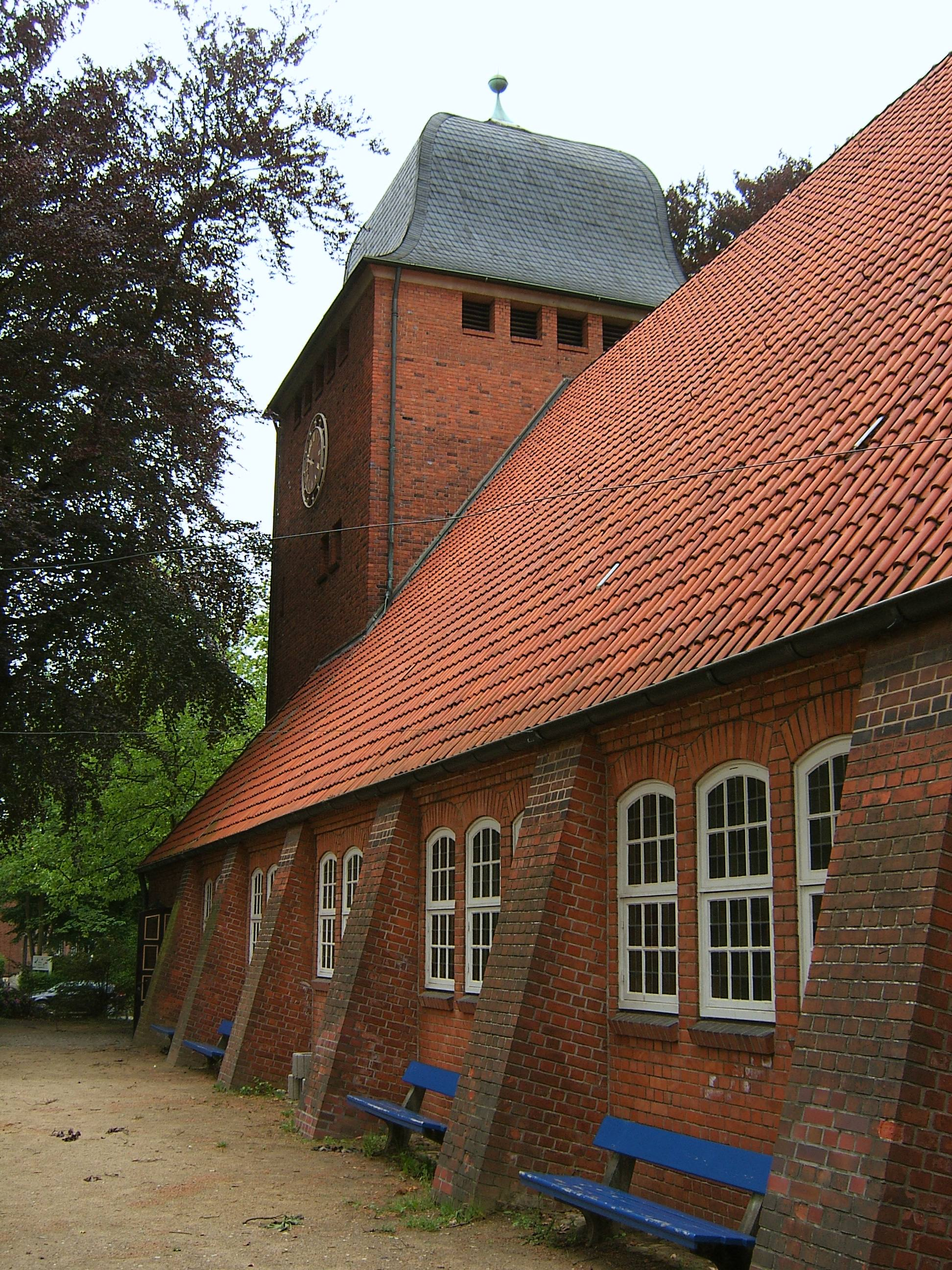
St. Lukas

Für die evangelische Kirche St. Marien schuf Charles Crodel 12 kleine Fenster nach eigenem Vorschlag 1959–1960.
St. Lukas, 1893 im neugotischen Stil erbaut (Julius Faulwasser), erhielt 1937–38 nach Plänen von Bernhard Hopp und Rudolf Jäger sein heutiges Gesicht. Die ursprüngliche Sakristei wurde 1963 vom Architekten der Kirche zum Gedenken an die gefallenen Söhne von Gemeindemitgliedern zur Gedächtniskapelle umgebaut. Seit Januar 2002 gibt es dort auch eine Gedenkwand für die zivilen Opfer des Nationalsozialismus in Fuhlsbüttel. Rechteckige Reliefkacheln wurden dafür von Schülern des Gymnasiums Alstertal hergestellt.
Die Justizvollzugsanstalt Fuhlsbüttel (Santa Fu), die allerdings heute im Stadtteil Ohlsdorf liegt, beherbergte während des Nationalsozialismus ein Außenlager des KZ Neuengamme und das berüchtigte Konzentrationslager Fuhlsbüttel für politisch und rassisch Verfolgte (Kola-Fu). Mindestens 500 Menschen wurden hier zu Tode gequält. Eine Gedenkstätte im 1896 erbauten Torgebäude am Suhrenkamp erinnert seit 1987 an die Gräuel der Vergangenheit. Die 2003 erneuerte Dauerausstellung stellt exemplarisch die verschiedenen Opfergruppen und die Geschichte des Kola-Fu dar.
Das Hamburger Informationszentrum NS-Zwangsarbeit am Wilhelm-Raabe-Weg befindet sich am Ort eines ehemaligen Zwangsarbeiterlagers und zeigt in einer verbliebenen Baracke eine Dauerausstellung zur Zwangsarbeit im Norden Hamburgs 1943–1945. Das Informationszentrum wird von der Willi-Bredel-Gesellschaft getragen.

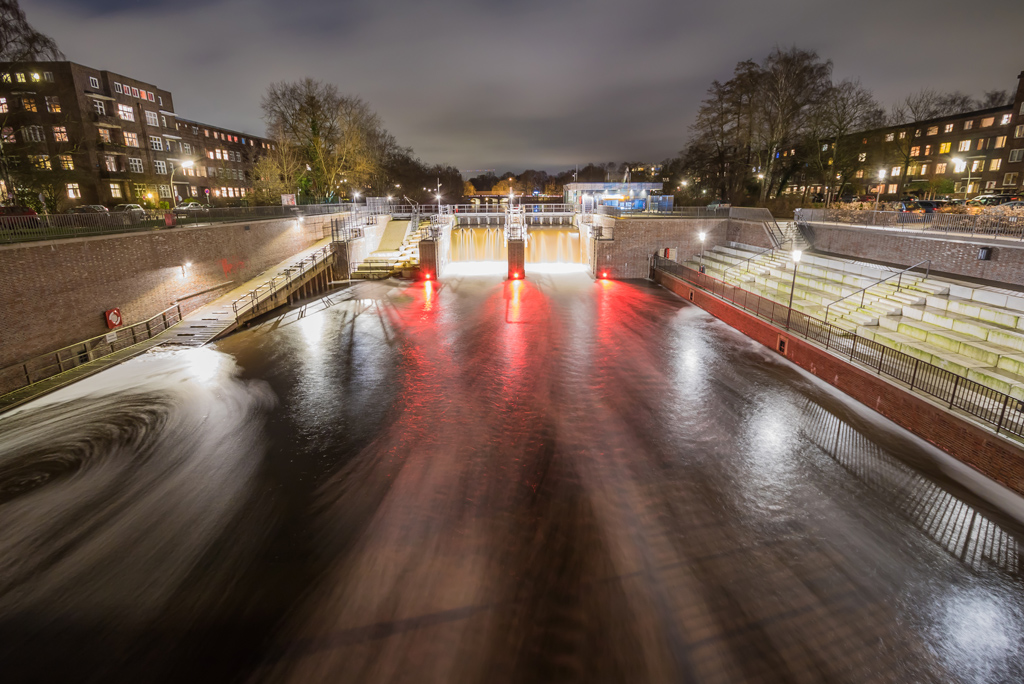
Neubau der Fuhlsbütteler Schleuse aus dem Jahre 2013

Die Fuhlsbütteler Schleuse ist ein Neubau mit Eröffnung im Jahr 2013. Sie besitzt eine Wasserkraftanlage von 110 kW Nennleistung und markiert den Übergang vom unbefestigten Oberlauf der Alster zum kanalisierten Unterlauf.

### Sport
Der größte Sportverein in Fuhlsbüttel und im Bezirk Hamburg-Nord ist der SC Alstertal-Langenhorn mit 7500 Mitgliedern (Stand: Juni 2009). Er feierte am 5. und 6. September 2009 sein 100-jähriges Jubiläum. Weitere Sportvereine sind der Alstereck VfW und der Oberalster VfW.

## Verkehr

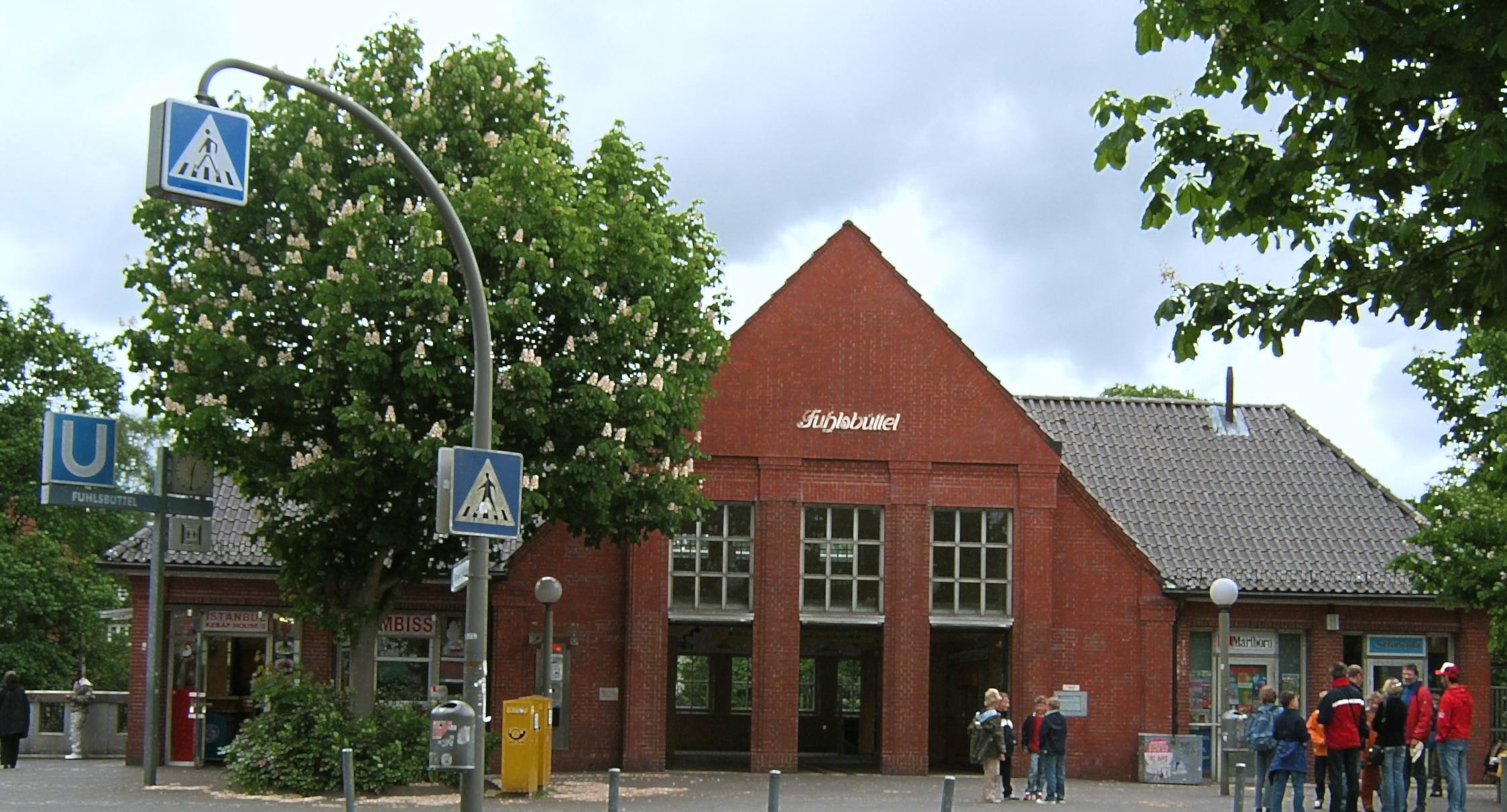
U-Bahnhof Fuhlsbüttel

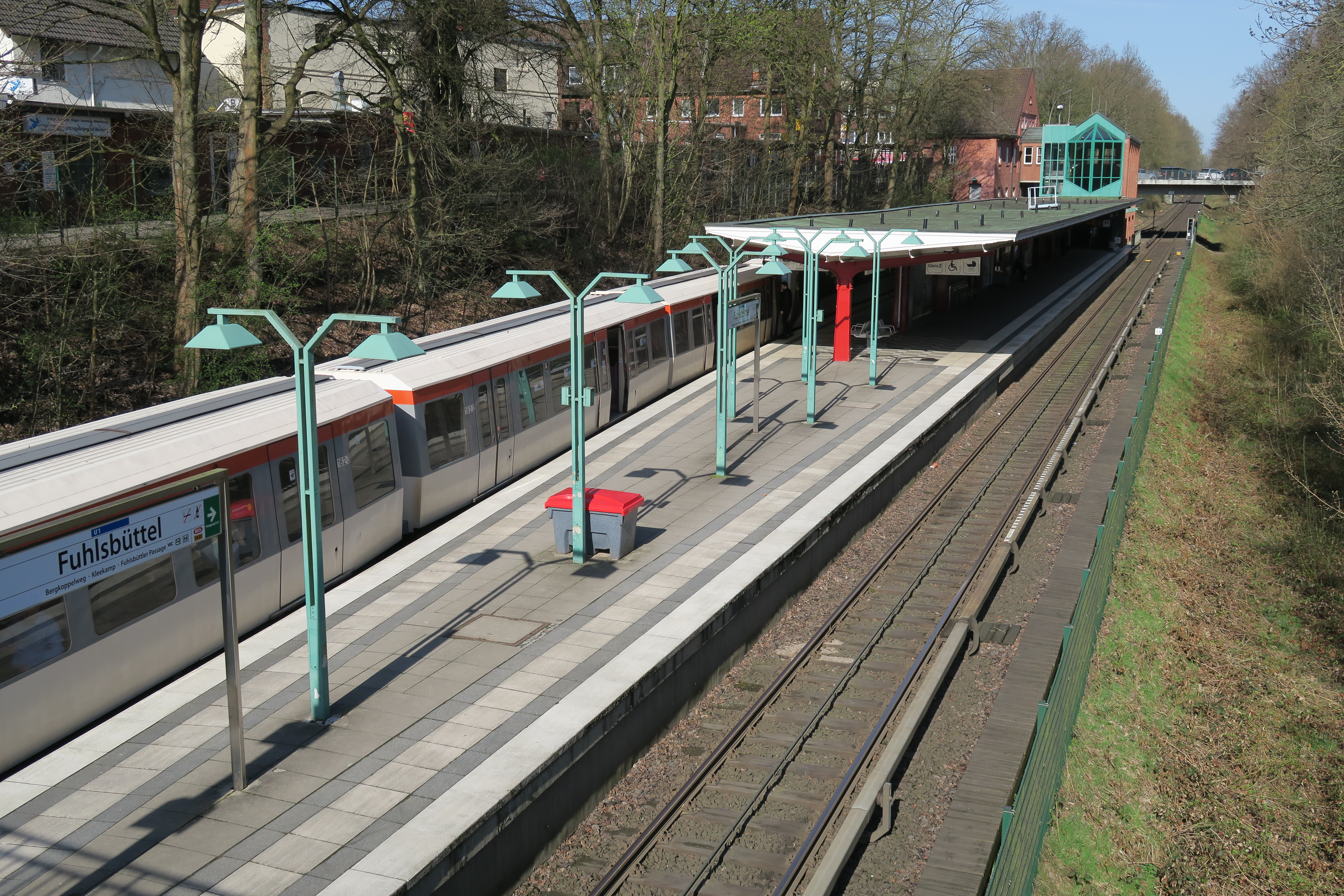
U-Bahnhof Fuhlsbüttel, Bahnsteig

Die U-Bahn-Stationen Fuhlsbüttel und Fuhlsbüttel Nord der U-Bahn-Linie 1 befinden sich im Stadtteil. Letztere hieß früher Flughafenstraße.
Am 11. Dezember 2008 wurde der Flughafen Hamburg durch die Flughafenstrecke der S-Bahn angebunden.
Der Flughafen ist einer der wichtigsten Arbeitgeber Hamburgs. Trotz der inzwischen erfolgten Schienenanbindung ist der von den Flugreisenden verursachte Autoverkehr entsprechend dicht. Wegen dieses hohen Verkehrsaufkommens wurde in den Neunzigerjahren die B 433 mit großem Aufwand zur vierstreifigen Ortsumgehung Fuhlsbüttel (B 433n) ausgebaut. Wie der Name andeutet, dient diese aber auch insbesondere zur Entlastung des parallelen Straßenzuges Alsterkrugchaussee/Langenhorner Chaussee und der umliegenden dichten Wohnbebauung in Fuhlsbüttel. Übrigens ist die B 433n einer der wenigen verwirklichten Teile einer ehemaligen Planung der A 25 quer durch Hamburg mit dem Namen Osttangente.
Eine weitere wichtige Achse ist der Straßenzug Maienweg/Brombeerweg/Hummelsbüttler Landstraße, der teilweise ebenfalls vierstreifig ausgeführt ist. Er stellt eine wichtige Verbindung von Alsterdorf nach Poppenbüttel über den Straßenring 3 dar.